# Pass
Pass je česká folkrocková hudební skupina vzniklá v roce 1998.

## Historie
Skupina vznikla v květnu 1998 z folkového dua Pampas. Kapela se postupně zlepšovala v hraní. Skupina spolupracovala se spisovatelem Zdeňkem Zapletalem - hrála na jeho autorských čteních, účinkovala v jeho divadelní performanci Huevos Rancheros.
Po celou dobu své existence soubor spolupracoval s divadlem. V roce 2008 úzce spolupracoval se souborem divadla Malá scéna Zlín. Skupina nahrála a živě na představeních produkovala hudbu ke Šrámkovu Stříbrnému větru (původně Divadlo Husa na provázku, hudba Zdeněk Kluka). Současně produkuje hudbu zejména pro pohádková představení divadelního souboru. Dne 29.10.2009 mělo premiéru představení Spalovač mrtvol aneb Kabaret U Leoparda dle románu Ladislava Fukse, ve kterém živě účinkují členové kapely jako hudební doprovod.
Kromě vlastní tvorby, která v repertoáru převažuje, skupina zhudebňuje i díla českých či zahraničních básníků (Jiří Dědeček, Erich Kästner, Josef Kainar, Jiří Žáček, Jiří Orten a další).
V současné době zaznamenal hudební styl skupiny posun k více rockovému projevu, svých kořenů se však skupina drží díky akustické verzi svých skladeb, se kterou rovněž vystupuje. Na sklonku roku 2015 vydala skupina nové CD s názvem Nový muž (Passmusic 2015), na němž kromě nových skladeb představuje i modernější a aktuálnější úpravy svých největších hitů.

## Diskografie
- Nový muž (2015)
- Nikdo není doma I (2012)
- Někde jinde (2007)
- Po sezóně (2003)
- Černé labutě (2000)

## Sestava
- Kamil Hric - zpěv, kytary, mandolína
- Tom Jícha - kytary, zpěv
- Michael Markytán - basová kytara, zpěv
- Jiří Holeček - perkuse , zpěv
- Libor Jandík - bicí